# Kongregate
Kongregate – amerykański serwis społecznościowy dla graczy i twórców gier w technologiach flash,
HTML 5/JavaScript, Shockwave, Java i Unity. Zarejestrowanym użytkownikom strona oferuje porównywanie wyników w grach i specjalne nagrody za specjalne osiągnięcia w grach – badges, oraz za ograniczone czasowo wyzwania – challenges. Niezarejestrowane osoby mogą jedynie grać i patrzeć na czat. Serwis stara się również poprzez przekazywanie części wpływów z reklam wspierać developerów gier flashowych.
W 2010 serwis został zakupiony przez Gamestop Corporation, zaś w 2017 przejęło go Modern Times Group. Od 2024 właścicielem serwisu jest studio Monumental – amerykański producent niezależnych gier komputerowych.

## Odznaki
Istnieją 4 typy odznak:
- Easy (łatwe) – jak nazwa wskazuje, łatwe, najczęściej zdobywa się je w kilka minut. Za zdobycie dają 5 punktów.
- Medium (średnie) – średniej trudności, potrzebujące nieco więcej czasu. Niektóre z nich to tzw. Endurance Badge, które zabierają dużo czasu, lecz nie są zbyt wymagające. Warte 15 punktów.
- Hard (trudne) – dość trudne, wymagające umiejętności lub szczęścia. Także mają wersję Endurance. Warte 30 punktów.
- Impossible (niemożliwe) – dane odznaki wymagają ogromnych zdolności, albo tzw. walkthrough (instrukcji o przejściu gry). „Nie odpowiadamy za uszkodzenia myszki i klawiatury, podczas wykonywania «niemożliwych» osiągnięć”[4]. Warte aż 60 punktów.

Codziennie wybierana jest także odznaka dnia (badge of the day), która nagradza użytkownika podwojoną liczbą punktów.
Maksymalny poziom, który można osiągnąć wynosi 65, natomiast wszystkich odznak jest 2378 (stan na 9 sierpnia 2013).

## Wyzwania
Wyzwania pojawiają się zwykle w nocy z piątku na sobotę, trwają zwykle 7 dni. Za ukończenie wyzwania użytkownik jest nagradzany punktami, dodatkowymi przedmiotami w grach MMO, kartami w grze Kongai i sporadycznie innymi nagrodami.

## Nagrody i wyróżnienia
Kongregate otrzymał nagrodę „Crunchies 2007” od serwisu TechCrunch w kategorii Best time sink site. Z kolei PC Magazine umieścił go w zestawieniu The Best Free Software 2008 w kategorii Games/Fun.